# Karate na Igrzyskach Śródziemnomorskich 1997
Zawody w karate na Igrzyskach Śródziemnomorskich 1997 odbyły się w czerwcu w Bari.

## Tabela medalowa
| Poz. | Państwo    |    |    |    | Razem: |
| ---- | ---------- | -- | -- | -- | ------ |
| 1    | Włochy     | 6  | 0  | 6  | 12     |
| 2    | Francja    | 3  | 7  | 2  | 12     |
| 3    | Hiszpania  | 2  | 4  | 3  | 9      |
| 4    | Turcja     | 1  | 1  | 5  | 7      |
| 5    | Algieria   | 1  | 0  | 1  | 2      |
| 6    | Grecja     | 0  | 1  | 2  | 3      |
| 7    | Tunezja    | 0  | 0  | 2  | 2      |
| .    | Jugosławia | 0  | 0  | 2  | 2      |
| 9    | Tunezja    | 0  | 0  | 1  | 1      |
| .    | Słowenia   | 0  | 0  | 1  | 1      |
| Poz. | Razem:     | 13 | 13 | 26 | 52     |

## Wyniki

### Mężczyźni
| Konkurencja | Złoto:             | Srebro:                   | Brąz:                                   |
| 60 kg       | David Luque        | Damien Dovy               | Ali Benterki Hakan Yagli                |
| 65 kg       | Reda Benkaddour    | Joel Barst                | Sabeur Kriou Daniele Simmi              |
| 70 kg       | Alexandre Biamanti | Cesar Martinez            | Claudio Della Rocca Haldun Alagas       |
| 75 kg       | Gennaro Talarico   | Michael Braun             | Konstantinos Papadopoulos Ahmed Badouh  |
| 80 kg       | Gilles Cherdieu    | Zeynel Celik              | Jose Antonio Maura Nolla Edgardo Artini |
| +80 kg      | Davide Benetello   | Alain Le Hetet            | Ibrahim Ercin Oscar Olivares            |
| Open        | Christophe Pinna   | Konstantinos Papadopoulos | Veselin Micovic Salvatore Loria         |

### Kobiety
| Konkurencja | Złoto:            | Srebro:            | Brąz:                            |
| 50 kg       | Michela Nanni     | Maria Dolores Hoz  | Neda Tavassoli Ozden Gokalp      |
| 55 kg       | Roberta Sodero    | Patricia Chereau   | Estefania Garcia Polona Vilar    |
| 60 kg       | Chiara Stella Bux | Nathalie Leroy     | Movma El Ayat Leyla Gedik        |
| 65 kg       | Rosa Ortega       | Sophie Jean Pierre | Roksanda Lazarevic Roberta Minet |
| +65 kg      | Zaira Sottanelli  | Beatriz Perez      | Nurhan Firat Theodora Dougeni    |
| Open        | Yildiz Aras       | Sonia Gomez        | Corinne Terrine Roberta Minet    |